# Johann Adam Reincken
Johann Adam Reincken (Deventer, batizado em 10 de dezembro de 1643 - Hamburgo, 24 de novembro de 1722) foi um compositor e organista dos Países Baixos, ativo na Alemanha. Seu nome é grafado de várias formas: Jan Adams, Jean Adam, Reinken, Reinkinck, Reincke, Reinicke, Reinike.
Estudou em Deventer com Lucas van Lennick e em 1654 partiu para Hamburgo para estudar com Heinrich Scheidemann. Voltou à sua cidade em 1657 e se tornou organista na Bergkerk. Contudo, após um ano viajou novamente para Hamburgo para assumir o posto de assistente de Scheidemann na Igreja de Santa Catarina, sucedendo-lhe quando faleceu e casando com uma de suas filhas. Manteve a posição até sua morte. Quando viveu ganhou a fama de ser um dos melhores organistas da Alemanha, influenciando a técnica de Bach. Sua obra sobrevivente é relativamente pequena, com toccatas e fantasias corais para órgão e suítes e variações para cravo. Também deixou uma coleção de seis sonatas para instrumentos de corda e baixo contínuo.